# ZX Interface 2

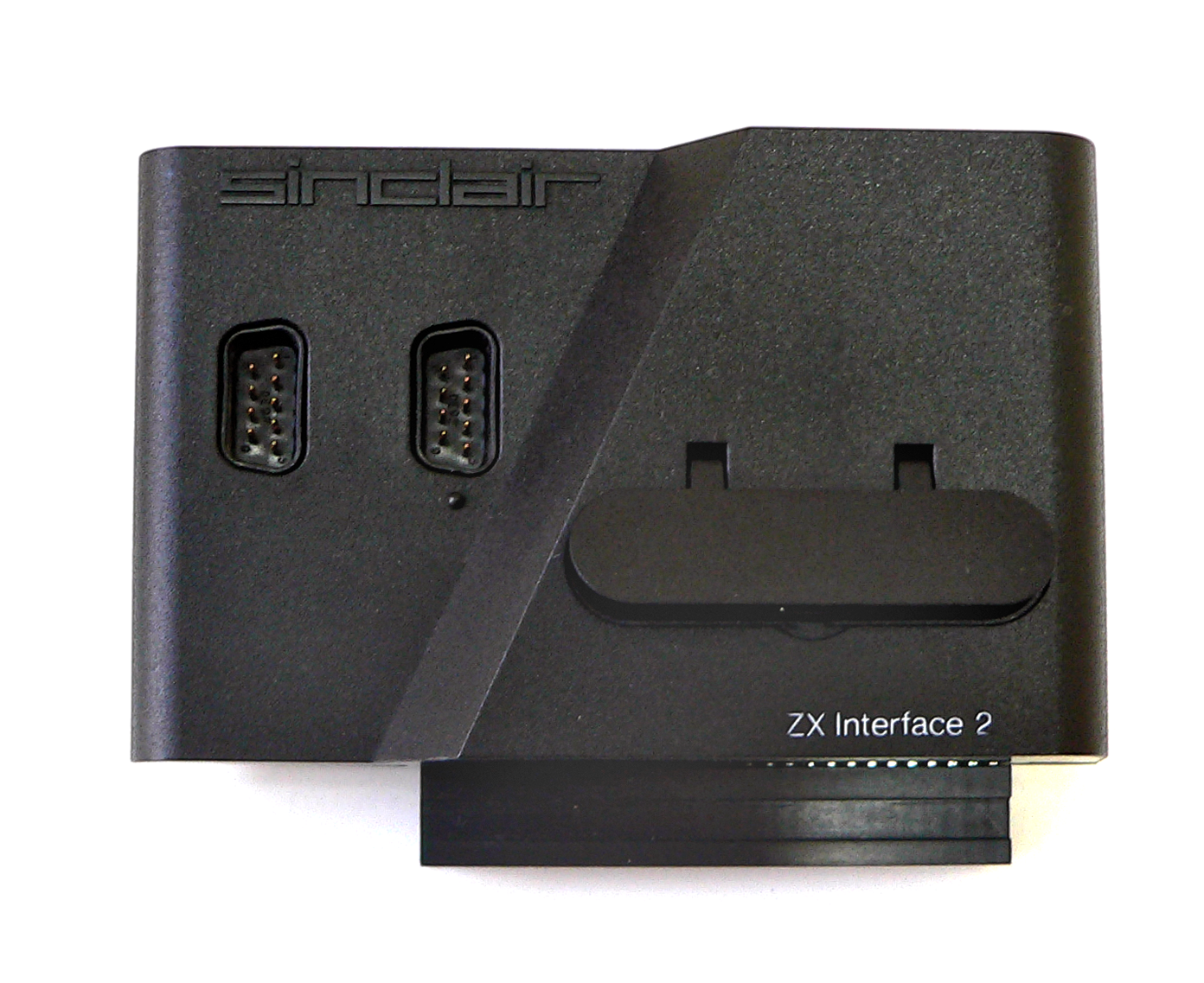
ZX Interface 2

ZX Interface 2 (občas nazývaný také jako ZX Interface II) je interface k počítači Sinclair ZX Spectrum. Obsahuje dva porty pro joystick a konektor pro připojení paměťového modulu.
Joysticky připojené pomocí ZX Interface 2 jsou označovány jako Sinclair joystick left a Sinclair joystick right nebo Sinclair joystick 1 a Sinclair joystick 2 a jejich stav je možné číst na portech 63486 a 61438. Jsou tedy připojeny na jiné porty než Kempston joystick, jehož stav je možné číst na portu 31, a Fuller joystick, jehož stav je možné číst na portu 127.
Připojením paměťového modulu do ZX Interface 2 byla odpojena paměť ROM počítače, eventuálně i paměť ROM ZX Interface 1 a na její místo byla připojena ROM v paměťovém modulu. Bylo tak možné připojit pouze paměťové moduly do kapacity 16 KiB. Není tak možné využívat programy z ROM ZX Spectra ani z ROM ZX Interface 1.
Na paměťových modulech pro ZX Interface 2 bylo vydáno pouze 10 her:
- Jetpac,
- PSSST,
- Cookie,
- Tranz Am,
- Chess,
- Backgammon,
- Hungry Horace,
- Horace and the Spiders,
- Planetoids,
- Space Raiders.

V roce 1984 bylo plánováno na paměťových modulech vydat hry
- Popeye,
- Q*Bert,
- Gyruss,
- Star Wars - The Arcade Game,
- Return of the Jedi - Death Star Battle,
- Loco Motion,
- Montezuma's Revenge,

nicméně byly vyrobeny pouze prototypy těchto paměťových modulů.
ZX Interface 2 obsahuje průchozí sběrnici, ovšem její výstupní část je redukovaná, takže na ni lze připojit pouze ZX Printer.
Počítače ZX Spectrum 128 mají vestavěný interface pro joysticky kompatibilní se ZX Interface 2. Počítače Didaktik M a Didaktik Kompakt mají vestavěný interface pro joystick Sinclair right a pro Kempston joystick.

## Technické informace
Protože joysticky jsou připojeny paralelně ke číselným klávesám klávesnice počítače, je pro čtení stavu joysticků použit port 254 (šestnáctkově FE), mezi oběma joysticky je rozlišováno pomocí vyššího bytu adresy portu.
| desítkově | šestnáctkově | dekódování        | význam         |
| 61438     | EFFE         | xxx0xxxx xxxxxxx0 | Sinclair right |
| 63486     | F7FE         | xxxx0xxx xxxxxxx0 | Sinclair left  |